# Luckenbach (États-Unis)
Pour les articles homonymes, voir Luckenbach.
Luckenbach est une localité américaine située dans le comté de Gillespie, au Texas.